# AEG Dr.I
Алгемајне електрицитетс гезелшафт Dr.I је немачки ловачки авион. Авион је први пут полетео 1917. године. 

Овај трокрилац је израђен на основи конструкције AEG D.I. Авион је постао тежи али је задржан исти мотор, што је довело со значајног погоршања летних особина. Због тога је после лета прототипа програм отказан.
Највећа брзина у хоризонталном лету је износила 170 km/h. Размах крила је био 9,40 метара а дужина 6,10 метара. Маса празног авиона је износила 710 килограма а нормална полетна маса 970 килограма. Био је наоружан са два синхронизована митраљеза ЛМГ 08/15 Шпандау (LMG 08/15 Spandau) калибра 7,92 mm.

## Технички опис
Труп
Погонска група
Крила
Репне површине:
Стајни трап

## Наоружање
| Наоружање авиона: Алгемајне електрицитетс гезелшафт |      |
| Ватрено (стрељачко) наоружање                       |      |
| Топ                                                 |      |
| Митраљез                                            |      |
| Број и ознака митраљеза                             | 2    |
| Калибар                                             | 7,92 |
| Бомбардерско наоружање (бомбе)                      |      |
| Ракетно наоружање (ракете)                          |      |

## Земље које су користиле авион
- Немачко царство